# Emmesa stacesmithi
Emmesa stacesmithi is een keversoort uit de familie zwamspartelkevers (Melandryidae). De wetenschappelijke naam van de soort werd in 1962 gepubliceerd door Melville Harrison Hatch.